# John Meinert

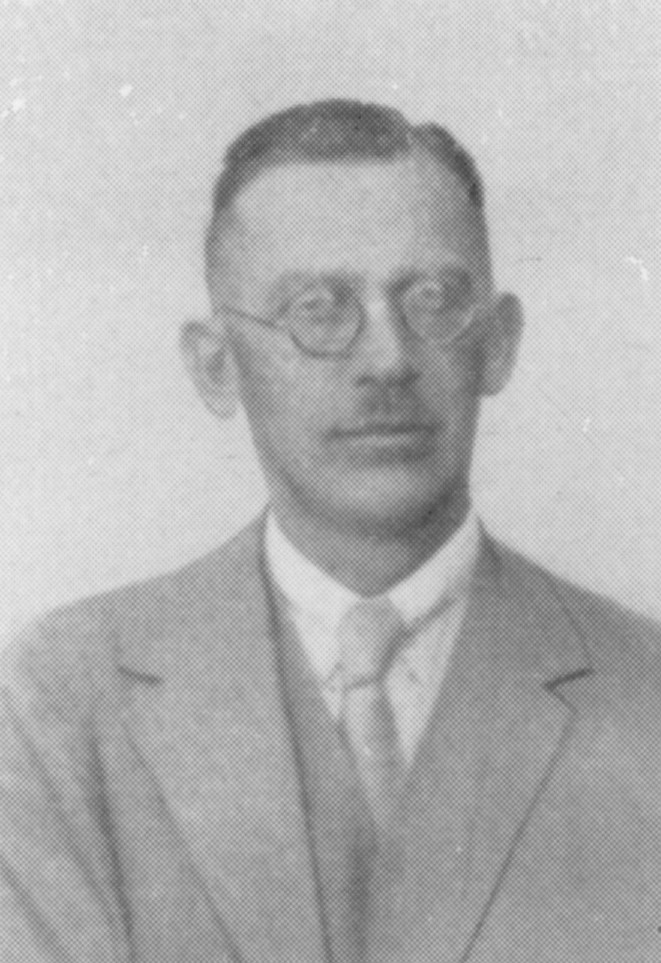
John Meinert, um 1930

John Christian Theodor Meinert (* 9. Dezember 1886 in Hamburg, Deutsches Reich; † 10. November 1946 in Windhoek, Südwestafrika, heute Namibia) war ein deutsch-namibischer (Deutschnamibier) Geschäftsmann und von 1929 bis 1938 Bürgermeister der Hauptstadt Windhoek.  

## Leben
Meinert wanderte 1903 nach Deutsch-Südwestafrika aus. Er gründete 1912 die nach ihm benannte Druckerei John Meinert Printing. Anderen Quellen nach arbeitete er seit 1913 bei der Windhuker Druckerei, die er 1917 kaufte und umbenannte. Meinert war zudem zwischen 1935 und 1937 (oder 1936 bis 1939) Präsident der Namibia Wissenschaftlichen Gesellschaft.
Nach Meinert ist eine Straße in Windhoek-Central benannt.